# قلعه کانی عزیز
بقایای قلعه کانی عزیز مربوط به عصر مس و سنگ است و در شهرستان سرپل ذهاب، بخش مرکزی، دهستان حومه سرپل، ۲۰۰ متری جنوب شرقی روستای قورچی باشی واقع شده و این اثر در تاریخ ۲۷ اسفند ۱۳۸۷ با شمارهٔ ثبت ۲۶۲۸۶ به‌عنوان یکی از آثار ملی ایران به ثبت رسیده است.